# Junkers Ju 290
Junkers Ju 290 – niemiecki samolot transportowy, samolot rozpoznawczy i bombowy dalekiego zasięgu, który jest przebudowaną wersją wojskową czterosilnikowego samolotu pasażerskiego Ju 90.

## Historia

Silnik BMW 801 eksponowany w MLP w Krakowie

Junkers Ju 290 powstał w ramach rozwoju i przystosowania dla celów wojskowych czterosilnikowego samolotu pasażerskiego Ju 90 w wojskowy samolot transportowy, który rozpoczął się na początku 1941 roku. Z powodu dużego zapotrzebowania na samoloty rozpoznawcze dalekiego zasięgu, szczególnie w zakresie rozpoznania morskiego, jako samolot współpracujący z okrętami podwodnymi (Ju 290 A-5), od lutego 1943 były prowadzone dalsze prace nad przystosowaniem go do tych celów z jednoczesną możliwością przenoszenia pocisków kierowanych, np. Fritz X do niszczenia celów morskich. Od Ju 90 różnił się przede wszystkim mocniejszymi silnikami, powiększonymi płatami nośnymi, oraz pionowymi i poziomymi statecznikami. Jednocześnie jego zasięg zwiększył się znacznie.
W czasie dalszych prac rozwojowych powstało kilka dalszych projektów, z których tylko powiększony Ju 390 z sześcioma silnikami w 1943 wszedł do produkcji. Nieliczne egzemplarze Ju 290, które przetrwały II wojnę światową, zostały przejęte przez aliantów do dalszego użytku.

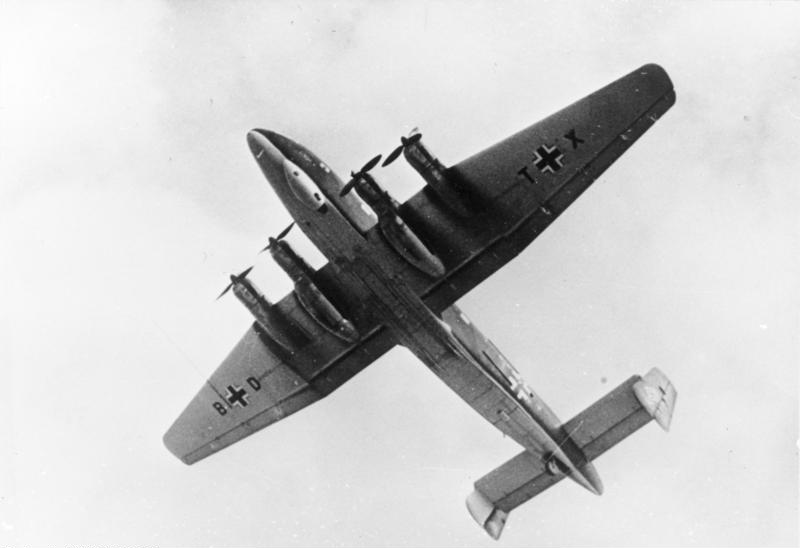
Ju-290 wersja V1

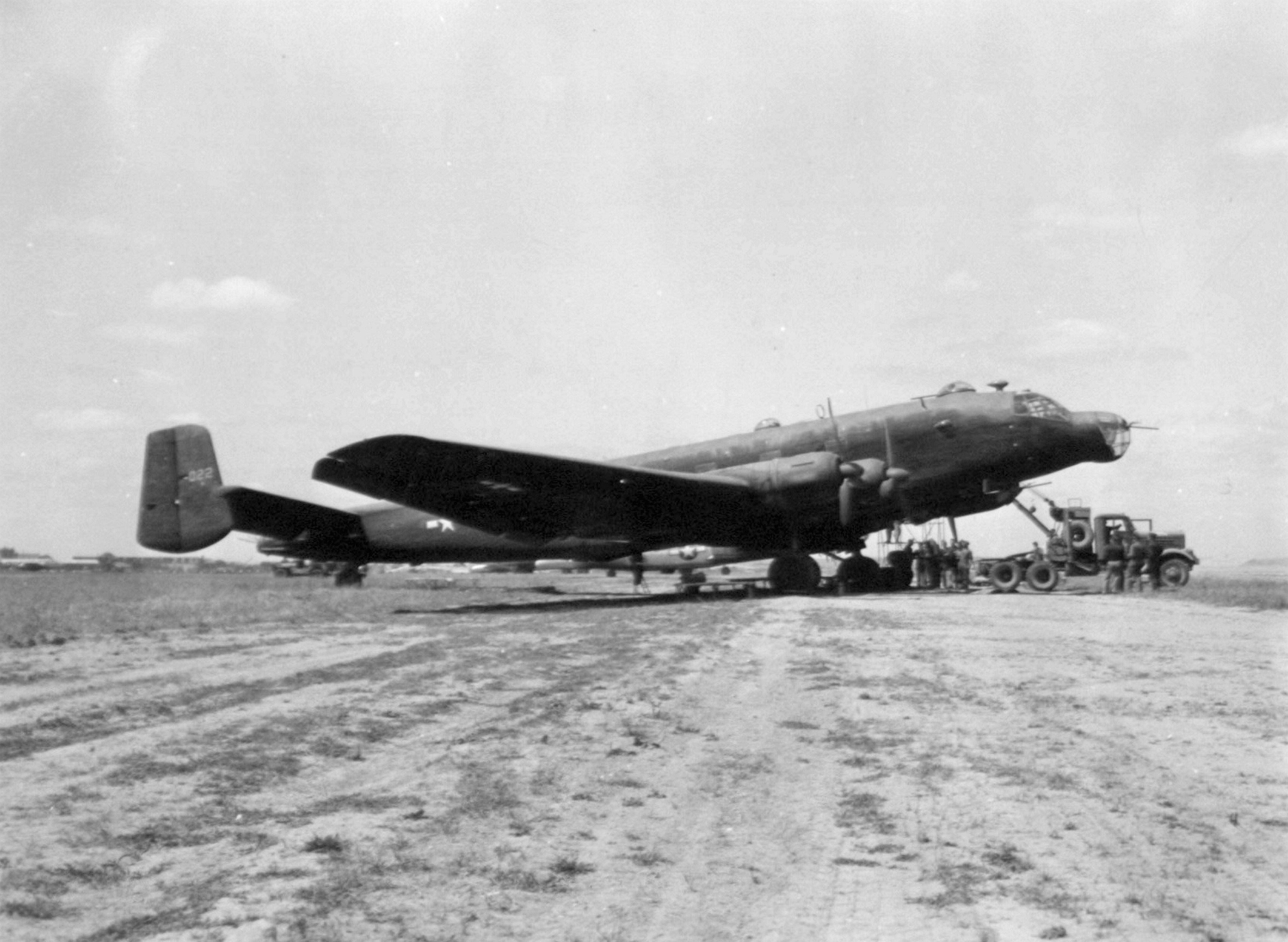
Ju 290 A-7 – przejęty i używany przez Siły Powietrzne Armii Stanów Zjednoczonych, USAAF

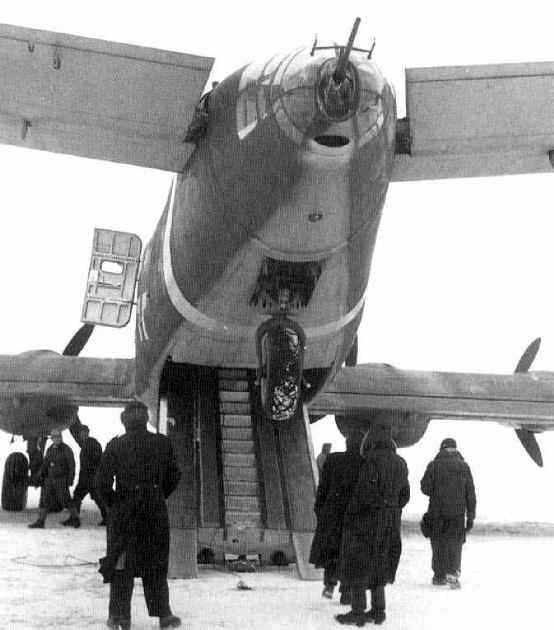
Ju 290 podczas za- i wyładunku z opuszczoną rampą

## Wersje
- V1: numer fabryczny: 290000001; Motor: BMW 801 A; pierwszy lot: 16.07.1942; uległ katastrofie 13.01.1943 w kotle stalingradzkim. W dniu tym wylądował pod dowództwem kapitana Häniga na ostrzeliwanym przez artylerię lotnisku Pitomnik (jedno z niemieckich lotnisk w kotle stalingradzkim) i po rozładowaniu zaopatrzenia zabrał na pokład 75 rannych. Podczas startu z powodu ostrzału samolot gwałtownie wzbił się w powietrze i nieprawidłowo zamocowane nosze z rannymi przesunęły się do tylnej  części samolotu. Samolot utracił sterowność i spadł na ziemię. Życie straciło 5 członków sześcioosobowej załogi i 40 osób zostało rannych. Była to jedna z największych katastrof w Luftwaffe[2][3].
- A-1: nieuzbrojona wersja transportowa; Motor: BMW 801 L; numer fabryczny: 110151–110154, 110156–110159, z których trzy ostatnie przebudowano na wersję rozpoznawczą A-2; V2: numer fabryczny: 110151; V4: numer fabryczny: 110153.
- A-2: wersja rozpoznawcza przebudowana z A-1; Motor: BMW 801 L; numer fabryczny: 110157–110159 (zbudowano 3 egzemplarze).
- nie ukończono: numer fabryczny: 110155.
- A-3: wersja rozpoznawcza; Motor: BMW 801 L/D; numer fabryczny: 110160–110164. Siedmiu członków załogi, wzmocniono opancerzenie (fotele pilotów, osłony silników, stanowiska ogniowe), dla wypoczynku podczas długich lotów samolot wyposażono w cztery fotele wypoczynkowe. Zbudowano 5 egzemplarzy i wszystkie skierowano do   Mont-de-Marsan we Francji do grupy dalekiego morskiego rozpoznania[4].
- A-4: wersja rozpoznawcza z wzmocnionym uzbrojeniem o dwa wielkokalibrowe karabiny maszynowe MG 131 kalibru 13 mm; Motor: BMW 801 D; numer fabryczny: 110165–110169 (zbudowano 5 egzemplarzy); V7: numer fabryczny: 110165[4].
- A-5: ulepszona wersja A-4; Motor: BMW 801 D; numer fabryczny: 110170–110180 (zbudowano 11 egzemplarzy i wszystkie skierowano do bojowej eskadry 200 (niem. Kampfgeschwader 200))[4].
- A-6: wersja transportowa, nie wszedł do produkcji.
- A-7: wersja rozpoznawcza z wzmocnionym uzbrojeniem w stosunku do A-5. Posiadał sześć działek MG 151/20 i dwa wielkokalibrowe karabiny maszynowe MG 131. Motor: BMW 801 D; numery fabryczne: 110181, 110184 (został przebudowany na Ju 290 B), 110186–110202 (28 zaplanowano, zbudowano 19 egzemplarzy, 6 z nich zostało przed przekazaniem do służby zniszczonych podczas bombardowań)[4].
- A-8: wersja samolotu bombowego dalekiego zasięgu dostosowana do przenoszenia pocisków kierowanych, nie zbudowano całego egzemplarza, a tylko kadłuby (od numeru fabrycznego: 110211, prawdopodobnie zbudowano 4 kadłuby).
- A-9: wersja rozpoznawcza; Motor: BMW 801 D; numer fabryczny: 110182, 110183 i 110185 (zbudowano 3 egzemplarze).
- B (V8): Motor: BMW 801 D; numer fabryczny: 110184 przebudowano; pierwszy lot: 10.05.1944.
- nie ukończono: Ju 290 B; numer fabryczny: 110213; zbudowano tylko kadłub.